# 椿原紀昭
椿原 紀昭（つばきばら のりあき、1946年4月22日 - ）は、日本の政治家。元北海道夕張郡栗山町長（3期）。旭日双光章受章。現参議院議員、元衆議院議員の鈴木宗男とは親友。

## 略歴
- 1946年　北海道足寄郡陸別町出身[1]。
その後、北海道足寄高等学校を経て、拓殖大学政経学部経済学科卒業[1]。
- 1969年 栗山町役場入庁[1]。
- 1990年　企画課主幹[2]。
- 1991年　商工課長[2]。
- 1996年　企画課長[2]。
- 1999年　農業委員会事務局長[2]。
- 2002年　教育委員会社会教育課長[2]。
- 2004年　教育委員会教育次長[2]。
- 2005年　教育委員会教育部長[2]。
- 2006年1月 栗山町役場退職[2]。
  - 4月 栗山町長選挙に出馬し、現職の川口孝太郎を破り当選[1][3]。
- 2010年　栗山町長選挙再選[2]。
- 2014年　栗山町長選挙3選。
- 2017年12月 町議会で4選不出馬を表明[4]。
- 2018年4月 栗山町長を退任。
- 2019年春の叙勲で旭日双光章を受章[5]。